# Практическое руководство по разведению пчёл

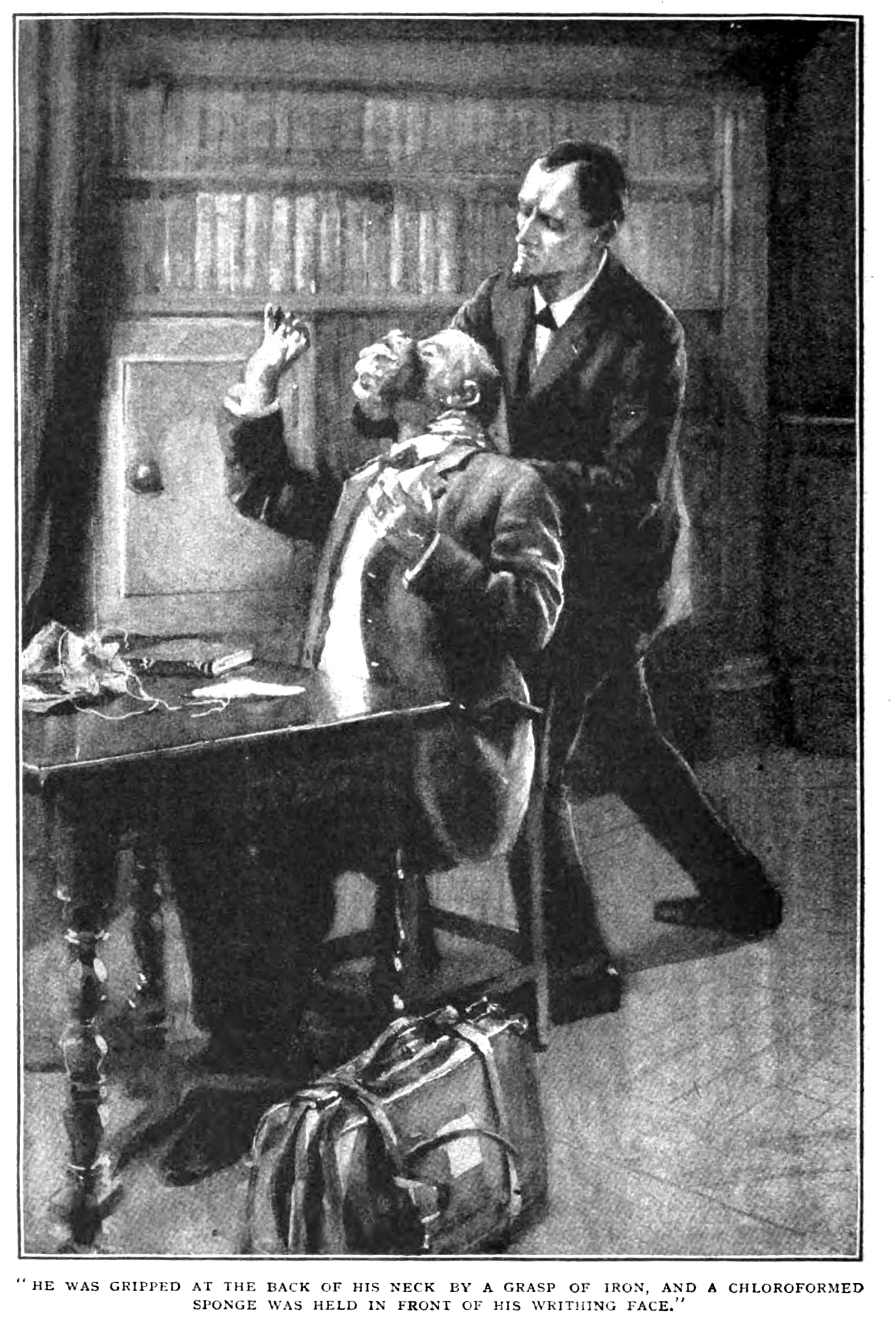
Холмс усыпляет фон Борка. Иллюстрация Альфреда Гилберта к рассказу «Его прощальный поклон»

«Практическое руководство по разведению пчёл, а также некоторые наблюдения над отделением пчелиной матки» (англ. The Practical Handbook of Bee Culture with Some Observations upon the Segregation of the Queen) — книга, фигурирующая в рассказе английского писателя Артура Конан Дойла «Его прощальный поклон» (сентябрь 1917) из одноимённого сборника, опубликованного в 1917 году. Её автором является английский детектив Шерлок Холмс, один из самых известных персонажей мировой литературы. Критики указывают, что монография является свидетельством разносторонности интересов Холмса, умения глубоко проникать в суть каждого дела. Книга фигурирует в фильмах и литературных продолжениях, посвящённых приключениям Холмса. В связи с непрекращающимся интересом к Холмсу, она была даже издана от его «имени».

## В сюжете рассказа «Его прощальный поклон»
В творчестве Конан Дойла патриотический рассказ «Его прощальный поклон» (самый настоящий «эпилог» по выражению Джона Диксона Карра) является последним по времени действия (но не публикации — рассказы из сборника «Архив Шерлока Холмса» были опубликованы в 1921—1927 годах). Кроме того, это один из двух рассказов о Холмсе (второй — «Камень Мазарини»; 1921), где повествование ведётся от третьего лица. В данном случае такой подход был продиктован особенностями развития сюжета. Действие происходит 2 августа 1914 года, накануне вступления Великобритании в Первую мировую войну. Холмсу здесь около 60 лет («Ему можно было дать лет шестьдесят»). В 1903 году, после раскрытия тайны в рассказе «Человек на четвереньках» (1923), он удалился от расследования криминальных загадок и поселился в сельской местности в графстве Суссекс, недалеко от вымышленной деревни Фулворт. В рассказе «Второе пятно» (1904) его друг и биограф доктор Ватсон писал, что после того как Холмс «окончательно покинул Лондон и посвятил себя изучению и разведению пчёл на холмах Суссекса, известность стала ему ненавистна». По мнению комментаторов, книгу «Практическое руководство по разведению пчёл, а также некоторые наблюдения над отделением пчелиной матки» он писал несколько лет. Детективная писательница Джун Томсон (англ. June Thomson) в книге «Holmes and Watson: A Study in Friendship» (русский перевод — «Досье на Шерлока Холмса») писала, что не согласна с предположениями некоторых авторов, которые приписывали Холмсу после его ухода от дел активную деятельность на британское правительство, в частности в области шпионажа. По её мнению, однако, он и «не пребывал в праздности», так как скорее всего в этот период (1907—1914) создал и опубликовал свою книгу по пчеловодству.
В рассказе «Его прощальный поклон» Холмс под именем ирландского американца Олтемонта втёрся в доверие к одному из лучших германских шпионов фон Борку, снабжая его дезинформацией. В доме последнего в Эссексе Олтемонт передаёт за вознаграждение бумажный свёрток, в котором якобы содержится список секретных кодов британской военно-морской сигнализации. После того как резидент немецкой разведки разворачивает пакет, в нём оказывается «Практическое руководство по разведению пчёл», а остолбеневшего фон Борка Холмс усыпляет.
Не говоря ни слова, американец передал пакет. Фон Борк развязал бечёвку, развернул два слоя обёрточной бумаги. Несколько мгновений он не сводил изумленного взгляда с небольшой книжки в синем переплёте, на котором золотыми буквами было вытиснено «Практическое руководство по разведению пчёл». Но долго рассматривать эту неуместную надпись ему не пришлось: руки крепкие, словно железные тиски, охватили сзади его шею и прижали к его лицу пропитанную хлороформом губку.
После этого Холмс объясняет вошедшему Ватсону фактическую сторону дела и обстоятельства своей жизни в сельской местности. Относительно книги он заметил: «И вот плоды моих досугов, magnum opus этих последних лет. — Он взял со стола книжку и прочёл вслух весь заголовок: „Практическое руководство по разведению пчёл, а также некоторые наблюдения над отделением пчелиной матки“. Я это совершил один. Взирайте на плоды ночных раздумий дней, наполненных трудами, когда я выслеживал трудолюбивых пчёлок точно так, как когда-то в Лондоне выслеживал преступников». Относительно комментария Холмса «Я это совершил один», представляющего собой цитату из трагедии Уильяма Шекспира «Кориолан» (акт V, сцена 6), Томпсон заметила, что «это лукавый намёк на то, что значительная часть его жизни записана не им самим, а его старым другом и биографом».  

## Оценки и интерпретации
Биолог Михаил Молюков охарактеризовал книгу как «фундаментальный научный труд». Он привёл слова Холмса о его «magnum opus» и прокомментировал содержание работы следующим образом: «…вопросам отделения пчелиной матки от расплода, отделению роевых пчёл материнской семьи, формированию пчелиных семей-воспитательниц посвящено множество книг. А сотни пчеловодов уже не одно столетие занимаются  практическим изучением этих вопросов. Они очень сложны, хотя наверняка по силам мистеру Шерлоку Холмсу». Холмс является автором целого ряда научных работ и только некоторые из них не связаны с расследованием преступлений. По оценке историка, автора биографических книг Екатерины Мишаненковой, работы «Полифонические мотеты Лассуса» и «Практическое руководство по разведению пчёл» важны для понимания характера великого детектива, так как показывают как глубоко он погружался в каждое дело, которым начинал заниматься. В литературе также указывается, что создание «Руководства» является свидетельством расширения круга интересов Холмса со временем, так как ранее он практически полностью посвящал себя детективной деятельности.
Томпсон писала, что улей напоминал Холмсу устройство криминального мира Лондона: «Он больше не был эмоционально и профессионально связан с преступным миром и теперь мог взглянуть на него со стороны». Также по её мнению, в организации пчелиной семьи проявлялось отношение Холмса к женщинам и матери. «Королева пчёл, или пчелиная матка, играет важную роль — образует центр роя, однако это инертное, пассивное создание, единственная функция которого — откладывать яйца. Короче говоря, являясь сексуальным объектом, она в то же время безобидна». Однако при этом сам Холмс, по предположению Томпсон, «не сознавал символического значения пчелиной матки». Понимание скрытых психологических мотивов выбора темы даёт уже само название книги.

## Холмс и пчеловодство
Пчёлы не единожды фигурируют на страницах «Канона» (56 рассказов и 4 повести). Интерес к их разведению и большие познания в этой области Холмса неоднократно встречаются на страницах посвящённых ему произведений. В рассказе «Шерлок Холмс при смерти» (1913), чтобы разоблачить преступника, он выдал себя за умирающего (в том числе оставив в неведении Ватсона) от загадочной тропической болезни. В числе прочего он воспользовался для грима пчелиным воском, которым натёр губы, чтобы сымитировать «предсмертный» налёт. «Вазелин на лбу, белладонна, впрыснутая в глаза, румяна на скулах и плёнки из воска на губах — всё это производит вполне удовлетворительный эффект. Симуляция болезней — это тема, которой я думаю посвятить одну из своих монографий», — объяснил он Ватсону свои ухищрения. Кроме того, в художественных биографиях Холмса литературоведы Уильям Баринг-Гулд (William Baring-Gould) в «Шерлок Холмс с Бейкер-стрит» (1962) и Дэвид Дворкин (David Dvorkin) в «Время для Шерлока Холмса» (Time for Sherlock Holmes; 1983) отмечали, что именно использование продуктов пчеловодства способствовало тому, что великий сыщик сумел дожить до 100 лет.
Вскоре он уже стоял перед своими ранними книгами и разнообразными монографиями, чертя указательным пальцем горизонтальную линию на пыльных корешках: «О татуировках», «О чтении следов», «О различиях между пеплом от 140 сортов табака», «Исследование влияния профессий на форму руки», «Симуляция», «Пишущая машинка и ее связь с преступлением», «Тайнопись и шифры», «Полифонические мотеты Лассуса», «Исследование арамейских корней древнекорнского языка», «Использование собак в сыске», — остановившись на первом крупном труде этих лет, «Практическом руководстве по разведению пчёл, а также некоторых наблюдениях за выводом пчелиной матки». Каким же весомым был его труд, когда он снял его с полки, в обеих ладонях удерживая его внушительный корешок.
В 2015 году на экраны вышел британо-американский детективный художественный фильм «Мистер Холмс» кинорежиссёра Билла Кондона, действие которого происходит в 1947 году. Его сценарий основан на романе американского писателя Митча Каллина «Пчёлы мистера Холмса» (A Slight Trick of the Mind; 2005), где «Руководство» неоднократно фигурирует. Размышляя над этим фильмом, литературовед Александр Генис пришёл к выводу, что увлечение великого детектива имеет и вполне профессиональный интерес: «Пчёлы были с давних времён метафорой цивилизации. Эта традиция идёт издревле, уже у Вергилия в „Георгиках“, где описывается сельское хозяйство Древнего Рима, венцом аграрного мира служит пасека. Пчеловодство — символ идеального общества. Пчёлы для Холмса представляют рациональную цивилизацию, какой она должна была бы быть, если бы преступники ей не мешали». Под «преступниками» Генис имел в виду ос, которые убивают рабочих пчёл. В осовремененной версии — американском сериале «Элементарно» (2012 —2019) — Шерлок Холмс работает детективом-консультантом полиции Нью-Йорка. Также он является пчеловодом-любителем и пишет книгу «Практическое руководство по разведению пчёл», что является отсылкой к новелле «Его прощальный поклон». В связи с непрекращающимся интересом к Холмсу, книга была даже издана от его «имени».